# 運動心理學
運動心理學是一門研究參與運動者的心理歷程與行為的科學。研究人員通常有兩個目的：(1)去了解個體的心理如何影響生理表現，(2)去了解參與運動如何影響個體的心理。舉例來說，運動心理學家會想了解自信心高低的不同與運動表現的關係。

## 歷史
運動心理學的發展可以追溯至1898年，美國印地安那州大學的一名心理學家Norman Triplett研究為何自行車選手有時候在團體或雙人競賽時會比自己單獨騎的速度快。在1921至1931年間，被稱作運動心理學之父的Coleman Griffith在這期間共出版25篇運動心理學的研究文章。